# Postinternet
Postinternet je označení pro umělecké hnutí a kritiku odkazující na společnost a formy interakce, které následovaly po rozšíření internetu. Vznikl díky diskuzi o internetovém umění, kterou vedla Marisa Olson, Gene McHugh a Artie Vierkant,. Neukončená diskuse zapříčiňuje tomu, že se definice pro termín post-internetu různí. Často je zaměňován za první generaci internetových umělců známou jako net.art. Ti vycházeli z programování, chyb a úskalí internetové technologie. Oproti nim je post-internetové umění profilem heroizovaných uživatelů a primárních konzumentů virtuality.
Často se jako postinternet označuje veškeré současné vizuální umění. Pojem je také spojen s určitým vizuálním stylem, který spočívá hlavně v kombinaci digitálních koláží s digitální malbou do podoby dvourozměrných digitálních tisků, videí nebo sochařských objektů. Pod postinternet spadá umění tvořené mimo internetovou síť, které ale vzniká přímo pro prezentaci na internetu.

Definujeme ho jako výsledek přítomného okamžiku. Významná část postinternetové tvorby se ovšem stále prezentuje primárně nebo výlučně na webu. Může mít podobu videí nahraných na YouTube, uměleckých blogů, příspěvků do debat na sociálních sítích, internetového časopisu či obchodu.

## Definice
V průvodní eseji k výstavě Art Postinternet, která proběhla v pekingské galerii Ullens Center of Contemporary Art, píše kurátorská dvojice Karen Archeyová a Robin Peckham, že postinternetové umění „neusiluje o nic menšího než o definici umění ve věku internetu“, vymezují pojem „postinternet“ v kontextu současného umění jako označení pro „umělecký objekt vytvářený s vědomím sítí, v jejichž rámci existuje, od koncepce a produkce až po šíření a recepci“; Archey a Peckhama, podle nichž valná část představitelů této tendence „využívá vizuální rétoriku reklamy, grafického designu, obrazů z fotobank [stock imagery], korporátních značek, vizuálních obchodních metod a komerčních softwarových nástrojů“
„Post-internet je moment, stav, vlastnictví a kvalita, která zahrnuje a přesahuje nová média.“ – Marisa Olson - později svůj výrok opravila, podle ní se tedy všechna aktuálně vznikající díla dají označit za postinternetová, protože vznikají v postinternetové době.

## Vznik, vývoj a historie postinternetu
Přesné datum vzniku pojmu postinternet se nedá určit, každá umělecká produkce, která byla ovlivněna síťovou technologií, spadá totiž pod pojem postinternet. Proto se tento termín nutně neváže k jedné určité události.
Základem vzniku post-internetu a post-internetového umění se staly weby 2.0, které umožňují větší rozsah sdílení a sám uživatel může pracovat na obsahu. Umožnilo se tak vzniku blogům, interaktivity, komunikace, rozšířenému sdílení a tagování. To vše dalo za vzniknutí sociálních sítí s mikro-blogováním jako Youtube, Facebook, Tumblr, Instagram, Twitter atd.
K rozšíření a popularizaci různých variant výrazu „postinternet“ přispělo několik online publikací, jež se objevily kolem přelomu dekád. Právě díky těmto textům získává temporální údaj „post“ obecnější význam zachycení nového paradigmatu v kultuře. 
Postinternetové umělecké hnutí je nástupcem internetového umění, významně se inspirujícím začátkem 21. století (2000 - 2005). Má kořeny v hnutí dada, fluxu a konceptuálním umění. Vzniklo díky diskuzi o internetovém umění, kterou vedli Marisa Olson, Gene McHugh a Artie Vierkant, ačkoli hnutí jako takové ještě podrobněji definováno nebylo.
Na rozdíl od internetového umění, to postinternetové je méně ovlivněno telematickým uměním, dotýká se spíše komunikačních technologií (internetu) než internetu jako takového. O postinternetu se začalo mluvit díky práci Petry Cortright.
První použila termín „postinternet“ Marisa Olson v roce 2008 která ale už v roce 2006 mluvila o umění „po internetu“ (after internet). Olson se těmito výrazy snažila charakterizovat své „performance, písně, fotografie, texty nebo instalace“, které vznikly v důsledku „kompulsivního surfování a stahování“. Časové indikátory „post“ nebo „after“ v tomto případě nemají označovat nějakou novou fázi v kultuře, ale jednoduše vystihují konkrétní metodu práce. V rozhovoru pro webovou stránku We Make Money Not Art uznala, že internetové umění se již nedá přísně rozlišovat jako internet/počítač, ale spíše by se mělo identifikovat jako druh umění, které svým způsobem ovlivňuje internet a digitální média.
V letech 2009–2010 umělecký kritik Gene McHugh provozoval blog s názvem Post Internet, na kterém denně publikoval žánrově různorodé texty. V McHughově pojetí označuje „umění reagující na situaci označovanou termínem ‚post internet‘– kdy internet už není novinkou a stává se z něj banalita.
Kolem roku 2010, kdy se objevují klíčové charakteristiky postinternetového umění, cirkuluje tento pojem a související debata uvnitř poměrně úzké komunity umělců (usazených převážně v New Yorku a Berlíně) propojených prostřednictvím sociálních sítí. Do středu pozornosti světa umění se pojem „postinternet“ dostává během následujících pár let, mimo jiné také díky panelům a publikacím věnovaným jeho kritické revizi.
Na přelomu let 2013–2014 probíhá v Kasselu ambiciózní výstava Spekulace o anonymních materiálech, jež se pokouší uvést tvorbu postinternetových umělců do užšího vztahu s časově souběžným směrem spekulativního realismu ve filosofii.
Na jaře 2014 se konala bilancující výstava Umění po internetu v Pekingu. Zároveň se debata dočkává shrnujících knižních publikací.
V roce 2014 se herec Shia LaBeouf zapojil do projektu, který „byl částečnou odpovědí na to, jak postinternetoví umělci užívají sociální média k propagaci své práce, a jak se právě tato propagace stává prací samotnou.“

## Kritika pojmu
Termín postinternet bývá často kritizován jako neprůhledný a sporný neologismus. Stejně se ale i přesto ujal a používá se v současném diskurzu o soudobém umění a kultuře. Neexistuje ale všeobecně přijímaná definice postinternetu. Neustále se o tomto pojmu diskutuje a pojem jako takový se redefinuje. I Marisa Olson později svůj výrok opravila, podle ní se tedy všechna aktuálně vznikající díla dají označit za postinternetová, protože vznikají v postinternetové době.
Kritici postinternetu tvrdí, že pojem falešně naznačuje existenci umění, které mělo vzniknout logicky potom, co internet přestal existovat. Další pak tvrdí, že pojem popisuje umění, jehož podstata je v účincích internetu na estetiku a kulturu.
Postinternetové umění bylo kritizováno jako umění, které spočívá spíše jen v internetu samotném než vyloženě v umění internetu, na způsob Net Art. Postinternetové umění tak ztrácí spoustu ze strukturálních výhod Net Artu, protože postinternetové umění existuje především prostřednictvím fyzických galerií, je zakořeněno ve starší tradiční představě o roli umění. Jedná se o umění založené na internetovém obsahu a tvorbě, které může být zpeněženo. V tomto smyslu je postinternetové umění někdy negativně popisováno jako umění zrozené na síti a poslané do galerií nebo k prodeji.
Postinternet je těžko uchopitelný termín i proto, že se nejedná jen o umění, které lze nalézt na internetu, případně které s internetem přímo pracuje. Díky rozšiřování vlivu webové sféry do dalších oblastní lidského života už není produkce obrazů specializovanou disciplínou. Vizuální tvorba je v době postinternetu masová. Všichni lidé jsou umělci - všichni s profily na sociálních sítích, zveřejňující fotky a videa. Vizuální reprezentace našich životů je důležitá v osobním i profesním životě. S tímto paradoxem se také potýkají umělci postinternetové doby. Jejich práce se čím dál méně liší od ostatních lidí, aktivních na sociálních sítích.
Objevují kritické hlasy konstatující selhání postinternetového umění coby pokusu zohlednit v umělecké praxi změnu kulturních podmínek vlivem internetu. Podle některých kritiků ztroskotal mimo jiné právě v důsledku „soustředění diskursu kolem specifického pojmu“

## Postinternetové umění
Často je zaměňován za první generaci internetových umělců známou jako net.art. Ti vycházeli z programování, chyb a úskalí internetové technologie. Na rozdíl post-internetové umění je profilem heroizovaných uživatelů a primárních konzumentů virtuality. Lze  ho chápat jako pokus odpovědět na otázku, jak má vypadat tvorba, která chce po vzoru avantgardy reflektovat podmínky a možnosti kultury, ovšem v  době po internetu.
Postinternetové umění představuje širokou škálu přístupů, které reagují na postinternetovou situaci v kultuře. Vznikají díla se znásobenou identitou, která existují současně na webu i fyzicky v galerii. Tato díla zpochybňují rozdíl mezi originálem a kopií a zároveň díky napětí mezi nimi odkrývají manipulativní povahu digitálního obrazu (například Image Objects newyorského umělce Artieho Vierkanta).
Širokým předmětem zájmu umělců spojovaných s postinternetem se staly obrázky z fotobank (stock images), představující modelový příklad vizuálního materiálu dostupného na internetu a propojeného s komerčními účely. Mezi postinternetovými umělci se těší oblibě také digitální vodoznaky, jež překrývají obrázky z fotobank a mají bránit jejich nepovolenému užití.
„Uvědomělý“ přístup této vlny umělců k internetu znamená především zájem o to, co před námi skrývají obrazy, jimiž nás dnes internet zaplavuje – tedy o technologické procesy (a také jejich politické a ekonomické pozadí), podmiňující existenci těchto obrazů.
Postinternetoví umělci se hlásí ke znásobené a pohyblivé identitě díla a činí ji názornou tím, že vytvářejí práce, které existují současně v několika médiích a rovinách.
Průkopníci net.artu v druhé půlce devadesátých let, jako Olia Lialina nebo JODI, se zaměřovali především na možnosti a úskalí technologie tvorby webu. V jakési paralele s modernistickou sebereflexí média tak vznikaly nové webové stránky jako umělecká díla, jež měla přitahovat pozornost k samotným nástrojům webu
Oproti tomu postinternetové umění v reakci na zlom spojený s Webem 2.0 usiluje o mediálně nespecifickou tvorbu reflektující širší společenský význam internetu a vztah digitálního obrazu k současné- mu umění prezentovanému v galeriích. Ve zkratce se dá říct, že zatímco net.art byl uměním programátorů a o programování, postinternet je uměním uživatelů a o používání internetu. Jakožto hybridní praxe, která přenáší impulsy webu do galerijního prostředí, je postinternet „levobočkem net.artu a současného umění“

## Postinternetová situace
Pojmem „postinternetová situace“ označil kritik Gene McHugh stav, kdy internet už není vnímán jako novinka, ale naopak jako něco banálního – prostupuje našimi životy do takové míry, že se stírají hranice mezi světy online a offline.
To má nezanedbatelné důsledky také pro kulturu. V postinternetové situaci se setkání s dílem stává primárně zkušeností jeho digitální dokumentace. To lze interpretovat jako prohloubení úpadku aury. Chcemeli, aby umělecké dílo přišlo až k nám, stačí zadat potřebný výraz do vyhledávacích oken Google Images nebo YouTube. Stránky galerií a uměleckých časopisů nebo specializované blogy umožňují divákům, aby na svých obrazovkách procházeli výstavami v předních světových galeriích a získali tak dokonalou představu o prezentovaných dílech i o jejich prostorové konstelaci.

## Představitelé postinternetového umění
Mezi hlavní představitele postinternetu patří především Marisa Olson, Gene McHugh a Artie Vierkant.

Marisa Olson jako první použila ve spojitosti se svou prací roku 2008 slovo postinternet. Pojem definovala tak, že internetové umění už dále nelze vymezovat jen internetem nebo počítači, ale spíše jako kterýkoliv typ umění ovlivněný internetem a digitálními médii.

Termínu postinternet se věnoval i Gene McHugh, který navázal na práci Marisy Olson. Na svém kritickém blogu „Post-Internet“ definuje postinternetové umění jako „umění, odpovídající na podmínku, definovanou jako “post internet” - situace, kdy je internet spíše banalitou než novinkou - už ztratil svou novost.“

Umělec James Bridle stojí za pojmem "nová estetika", který „označuje současnou tvorbu, která vychází ze zkušeností s internetem, poukazuje na rostoucí výskyt vizuálního jazyka digitálních technologií a internetu ve fyzickém světě, vzájemně se mísí to virtuální a fyzické.“
Další autorkou propagující postinternet je například Jennifer Chan, autorka eseje „Z prohlížeče do galerie (a zpět): Komodifikace net artu 1990–2011“, kde informuje o prezentačních a monetarizačních principech internetového a postinternetového umění do roku 2011.
Postinternetoví umělci tematizují zmasovění a pohyblivost autorství, když si přivlastňují a zpracovávají obsahy blogů (německá mediální umělkyně žijící v USA Marisa Olsonová nebo newyorský postkonceptuální umělec Cory Arcangel) či odhalují iracionalitu systému skrze akceleraci postupů masové kultury a zbožní estetiky
Steyerl v této souvislosti ne bez jistého sarkasmu parafrázuje avantgardní klišé, že se tak téměř každý stává umělcem. Stačí se zapojit do koloběhu přenosu a postprodukce – publikovat tweety, facebookové statusy či fotografie na Instagramu, označovat na sociálních sítích příspěvky, které se nám „líbí“, přebírat, upravovat a dále rozesílat memy

### Gene McHugh
K rozšíření a popularizaci různých variant výrazu „postinternet“ přispělo několik online publikací, jež se objevily kolem přelomu dekád. Právě díky těmto textům získává temporální údaj „post“ obecnější význam zachycení nového paradigmatu v kultuře. V letech 2009–2010 umělecký kritik Gene McHugh provozoval blog s názvem Post Internet, na kterém denně publikoval žánrově různorodé texty. Mezi příspěvky z tohoto blogu najdeme shrnutí debat kolem pojmu, charakteristiku a interpretaci strategií spojovaných s postinternetovým uměním, reflexi tvorby řady umělců, kteří se autorovi zdáli relevantní pro daný trend ale také performativní textové experimenty, jež dovolují charakterizovat samotný blog jako dílo postinternetového umění.

### Artie Vierkant
„Užití jazyka může příliš násilně ilustrovat myšlenky stojící za obrazem, nebo snižovat úroveň díla – to v případě, že text nedosahuje intelektuální či estetické úrovně obrazu. Jazyk také může být mučivě omezující pro ty, kdo se snaží uvažovat mimo ustálená „média“, a to zvláště proto, že se jazyk v běžném internetovém úzu redukuje na schopnost pohotově si vybavit vhodné vyhledávací výrazy, klíčová slova a tagy: jde o prostou, ale zároveň hrubě omezující architekturu.“ (Artie Vierkant: Objekt obraz po internetu, Sešit pro současné umění, VVP)
Ve svém díle se odkazuje na Pro případovou studii síťové komunity zapojené do umělecké produkce, která sama sebe neoznačuje za „umělce“, viz anonymně vydaný esej Brada TROEMELA „What Relational Aesthetics Can Learn from 4Chan“; kde tvrdí, že nejradikálnější a „nejprogresivnější“ hnutí postinternetové doby jsou ta, jež buďto většinou unikají naší pozornosti v důsledku svého vlastního rozhodnutí obejít se bez snadno přístupných distribučních sítí, nebo je tvoří komunita osob, jež se samy za umělce ani neoznačují, produkujících kulturní předměty nezamýšlené jako umělecká díla.
„Objekt obrazu po internetu“, který je zároveň teoretickou reflexí tzv. postinternetové situace v  kultuře i manifestem jedné z podob postinternetového umění.

### Václav Magid
Český malíř a doktorand na Katedře estetiky Filosofické fakulty Univerzity Karlovy, který napsal Ozvěny špatného smíchu. Postinternetové umění a kulturní průmysl.

## Generation Smart
V roce 2015 od 12. května do 13. června se v Praze v Galerii Národní technické knihovny uskutečnila výstava s názvem Generation Smart, jejímiž kurátory byli David Kořínek a Milan Mikuláštík. Umělci, kteří vystoupili: Kryštof Ambrůz, Filip Dvořák, Jakub Geltner, Katarína Hládeková, Ondřej Homola, Martin Kohout, Martin Kolarov, Adéla Korbičková, David Krňanský, Ladislav Kyllar, Martin Lukáč, Kristýna Lutzová, Black Media, Andrea Mikysková, Richard Nikl, Olbram Pavlíček, Julius Reichel, The Rodina, Lucie Rosenfeldová, Barbora Švehláková, Ladislav Tejml, Nik Timková. Tématem výstavy se stalo: Jak současní mladí umělci ve své tvorbě reflektují každodenní samozřejmou přítomnost digitálních obrazů, chytrých technologií a sociálních sítí?
Ta se opírá o základní myšlenku, že téma post-internetu je aktuální oblastí „vysokého umění“ v konkrétních přístupech mladé generace tvůrců zdejší lokální scény, která v jejich očích jistě lokální není, neboť „prst je bránou do světa“, jak zaznívá z tiskové zprávy.
V galerii se setkáme spíše s technickými nosiči dat, a s příznačně homogenní (zprostředkovanou) látkovou esencí, nežli s čímkoliv jiným. Dominují zde kombinace digitálních nebo pohyblivých video-obrazů, 3D animace, multiplikované digitální fotografie nebo lehké materiály jako jsou šňůry, provazy, boty, polystyren, zrcadla, dřevo a plexisklo. Všudypřítomným a snad až symptomatickým živlem je voda, symboly tekutosti a orámované rozlévání. Po vodě je to modrá barva pozadí, ruka, prsty nebo tvarování nepevných skupenství par do podoby mráčků.